# Jean-Michel Duriez
Pour les articles homonymes, voir Duriez.
Jean-Michel Duriez, né le 21 décembre 1961 à Amiens, est un parfumeur-créateur français.
Parfumeur des maisons Jean Patou et Rochas entre 1997 et 2014, il a créé des parfums pour Dolce & Gabbana, Escada, Lacoste et Yohji Yamamoto. En décembre 2016, il est le créateur de la maison Jean-Michel Duriez Paris puis à la fermeture de sa maison lance la société « Atelier JMD » qui propose aux marques de créer leurs parfums ainsi que des parfums sur-mesure aux particuliers.

## Biographie
Jean-Michel Duriez est né à Amiens le 21 décembre 1961, dans une famille imprégnée de parfums.
Très jeune, il concocte déjà des mixtures de feuilles de menthe et de pétales de roses du jardin familial et se confectionne une petite mallette de parfums qu'il emporte partout.
Il entre en 1983 à l’Institut Supérieur International du Parfum et part l'année suivante compléter sa formation à Grasse. 
En 1986, Jean-Michel Duriez devient parfumeur-créateur chez E.D.O. (Études et Diffusions Olfactives) à Paris puis rejoint en 1989 le groupe de cosmétiques japonais KAO Corporation. En 1997, il est appelé à rejoindre Jean Patou, fleuron de la parfumerie française, puis prend en 1998 la succession de Jean Kerléo en tant que parfumeur, à la tête du laboratoire de création de cette maison. Il y signe plusieurs fragrances pour les marques Jean Patou, Lacoste et Yohji Yamamoto.
En 2001, la maison Jean Patou est achetée par le groupe Procter & Gamble ; Jean-Michel Duriez reste parfumeur de la maison et crée « Enjoy » (2003) et « Sira des Indes » (2006).
En 2006, il crée le parfum de l'Hôtel Le Bristol à Paris.
En 2008, il est nommé parfumeur de la maison Rochas, pour laquelle il crée 8 parfums, dont Eau Sensuelle (2009) et Eau de Rochas fraîche (2010) — dans lesquelles il revisite la « mythique » Eau de Rochas — et la collection Les Cascades (2012 et 2013).
En 2016, il célèbre ses 30 ans de carrière et co-fonde dans la foulée la maison Jean-Michel Duriez Paris dont il crée chacune des fragrances.  Sa première collection - Paris-sur-Seine - est inspirée par des histoires d'amours et des rencontres se déroulant à Paris. Sa deuxième collection créée en 2017 - Paris en mai - s’inspire de jardins parisiens fleurissant au mois de mai.

## Collaborations
Jean-Michel Duriez a collaboré avec plusieurs chefs sur des projets mêlant la cuisine et le parfum.
En 2007, il imagine avec Eric Fréchon, un concept de « dégustation-olfaction » permettant de parfumer des plats avec des odeurs inattendues. Cet événement artistique s’est déroulé dans le cadre de la FIAC-Luxe 2006 en relation avec le Comité Colbert.
Une amitié s’est nouée entre Jean-Michel Duriez et Pierre Hermé. Ensemble, ils ont publié « Au Cœur du Goût » en 2012 aux éditions Agnès Viénot. Ils y proposent 70 recettes inspirées par des correspondances entre pâtisserie et parfumerie. Jean-Michel Duriez confie que Pierre Hermé l’a aidé à décupler son sens de l’odorat en l’aidant à travailler son sens du goût.
En 2006, il crée une bougie pour le restaurant éponyme d'Hélène Darroze, inspirée par les senteurs des Landes natales de la Chef étoilée.

## Créations
Parfums créés par Jean-Michel Duriez :

### Jean-Michel Duriez Paris
Collection « Paris-sur-Seine » :
- L'Étoile et le Papillon (2016)
- Bois froissés (2017)
- Seine amoureuse (2017)
- Mon Paris secret (2017)
- Bleu framboise (2017)
- Double-fond (2017)
- L'illusiomagiste (2017)
- Ombres furtives (2018)

Collection « Paris en mai » :
- Mes fleurs de roses (2017)
- Mes fleurs de tulipes (2017)
- Mes fleurs d'ambre (2017)

Collection « W/OOD » :
- W/ood Musk (2019)
- W/ood Rose (2019)

### Jean Patou
- Un Amour de Patou (1998)
- 2000 en Patou (2000)
- Patou Nacre (2001)
- Patou Hip (2001)
- Paname de Patou (2001)
- Enjoy - Jean Patou (2003)
- Sira des Indes (2006)

### Rochas
- Eau Sensuelle - Rochas (2009)
- Eau de Rochas Fraîche (2010)
- Muse de Rochas (2011)
- Cascades de Rochas - Éclats d'agrumes (2012)
- Cascades de Rochas - Songe d'Iris (2013)
- Secret de Rochas (2013)
- Secret de Rochas - Oud Mystère (2014)
- Secret de Rochas - Rose Intense (2015)

### Autres
- Yohji Essential - Yohji Yamamoto (1998)
- Yohji homme - Yohji Yamamoto (1999)
- Lacoste for Women (1999)
- Lacoste 2000 - (2000)
- Yohji Senses -Yohji Yamamoto (2001)
- D&G no 18 - La Lune - Dolce & Gabbana (2009)
- Especially Escada EDP (2011)
- Especially Escada - Delicate notes (2012)
- Especially Escada - Elixir (2013)
- Lacoste L!VE EDT Homme (2014)
- çanoma 1-24 (2020)
- çanoma 2-23 (2020)
- çanoma 3-17 (2020)
- çanoma 4-10 (2020)

### Collaborations
- Bougie Herbe d'amandes - Pierre Hermé Paris
- Bougie Caramel d'ambre - Pierre Hermé Paris
- Bougie Bourgeon de cassis - Pierre Hermé Paris
- Bougie - Restaurant Hélène Darroze
- Bougie et Parfum d'ambiance - Hotel Le Bristol Paris
- Création de 10 parfums pour bougies et parfums d’intérieur pour Amanda de Montal - Parfums de Gascogne (8 en 2017 et 2 en 2018)
- Co-auteur du livre Au Cœur du Goût avec Pierre Hermé (aux éditions Agnès Viénot - 2012)